# قوائم عواصم
فيما يلي قائمة من قوائم العواصم.

## العواصم الوطنية
- قائمة العواصم الوطنية حسب عدد السكان
- قائمة العواصم الوطنية السابقة
- قائمة العواصم الوطنية في الترتيب الأبجدي

### البلدان
- قائمة العواصم في أستراليا
- قائمة عواصم المكسيك
- قائمة العواصم في باكستان
- قائمة العواصم في الولايات المتحدة